# Valtènesi
Valtènesi sind Rot- und Roséweine, die westlich des Gardasees in der norditalienischen Provinz Brescia, Region Lombardei, erzeugt werden. Die Weine haben seit 2011 eine „kontrollierte Herkunftsbezeichnung“ („Denominazione di origine controllata“ – DOC), die zuletzt am 7. März 2014 aktualisiert wurde.

## Anbaugebiet
Der Anbau ist gestattet in den Gemeinden Salò, Roè Volciano, Villanuova sul Clisi, Gavardo, San Felice del Benaco, Puegnago sul Garda, Muscoline, Manerba del Garda, Polpenazze del Garda, Moniga del Garda, Soiano del Lago, Calvagese della Riviera, Padenghe sul Garda und Bedizzole.

## Erzeugung
Folgende Weintypen werden erzeugt:
- Valtènesi – ein Rotwein, der zu mindestens 50 % aus der Rebsorte Groppello (Groppello Gentile und/oder Groppello di Mocasina) hergestellt werden muss. Höchstens 50 % andere rote Rebsorten, die für den Anbau in der Lombardei zugelassen sind, dürfen zugesetzt werden. Dabei darf keine Rebsorte mehr als 10 % in der Cuvée repräsentieren.
- Valtènesi Chiaretto – ein Roséwein, für den die gleichen Rebsorten vorgeschrieben sind wie beim Rotwein.

„Chiaretto“ ist die örtliche Bezeichnung für einen Roséwein.

## Eigenschaften
Laut der Denomination sollte die Weine folgende Eigenschaften aufweisen:

### Valtènesi
- Farbe: rubinrot, auch intensiv, brillant mit möglichen granatroten Reflexen mit zunehmender Reifung
- Geruch: weinig, markant, der junge Wein kann fruchtig sein, nach Reifung auch würzig
- Geschmack: wohlschmeckend, fein, ausgewogen, charakteristisch
- Alkoholgehalt: mindestens 11,5 Vol.-%
- Säuregehalt: mind. 4,5 g/l
- Trockenextrakt: mind. 22,0 g/l

### Valtènesi Chiaretto
- Farbe: mehr oder weniger intensiv rosa, bisweilen mit rubinroten oder leicht orangefarbenen Reflexen
- Geruch: charakteristisch, fein, intensiv, gelegentlich mit floralen oder fruchtigen Tönen
- Geschmack: von trocken bis lieblich, frisch, wohlschmeckend, fein, charakteristisch
- Alkoholgehalt: mindestens 11,5 Vol.-%
- Säuregehalt: mind. 4,5 g/l
- Trockenextrakt: mind. 16,0 g/l[1]